# Kenkō Zenrakei Suieibu Umishō
Kenkō Zenrakei Suieibu Umishō (яп. ケンコー全裸系水泳部 ウミショー; букв — «Бадьорий оголений плавальний колектив») — серія японської манґи авторства Міцуру Хатторі, яка згодом переросла в аніме-серіал, що складається з 13 серій, прем'єра якого відбулася на численних телевізійних станціях країни, а також у відеогру для PlayStation 2.
Манґа публікувалася в японському журналі Weekly Shonen Magazine з квітня 2005 по 2008 рік. Аніме-адаптація виходила з липня по вересень 2007 року. А відеогра побачила світ у листопаді 2007 року.
Автором та ілюстратором манґи є Міцуру Хатторі, авторами аніме-адаптації виступили режисер Койчиро Сотоме і сценарист Маміко Ікеда, а відеогра була розроблена студією MAGES. і видана Kaga Create.
Вигаданий острів, де розгортається події — змодельований за зразком реально наявного острова Еносіма в Фудзісаві, Канаґава.

## Сюжет
Події сюжету відбуваються в Японії, на території префектури Канаґава в розташованому там приморському місті Умінеко. Там Окіура Канаме — студент 2-го курсу старшої школи, відвідує комерційну школу Умінеко Сьоґьо (Умісьо), де є менеджером команди з плавання, хоча сам, при цьому, не вміє плавати. Насправді, згодом, у сюжеті, пояснюється що юнак неймовірно боїться води, через інцидент, який стався з ним в дитячому віці. Перебуваючи на пляжі, він стояв на камені, але раптово спіткнувся, в результаті чого, мало не потонув. Однак, самому хлопчикові здалося, що на дно його стягнула якась русалка з зеленим волоссям. В команду з плавання він вступив в надії знову навчиться плавати, однак, через дитячу моральну травму — він в цьому не досяг успіху. Проте, після цього він все одно залишився у команді й вирішив стати її менеджером, щоб надавати допомогу своїм новим друзям.
Одного разу, до берегів міста, з океану прибуває плавучий будинок з двома людьми на борту. Туди відразу ж збігається велика кількість людей, а серед них — кілька учнів зі школи Умінеко. Одна людей у будинку — весела, сонячна, безтурботна дівчина на ім'я Нінаґава Амуро — студентка другого курсу старшої школи, яка перевелася в Умісьо з Окінави. А другою людиною — є її вічно безтурботний батько. З першої ж зустрічі Амуро демонструє неймовірну швидкість у плаванні, що миттєво зробило її дуже популярною серед учнів школи та учасників команди з плавання зокрема. Проте, вона відчуває деякі труднощі на офіційних змаганнях, що проводяться в спеціально ліцензованих для цього басейнах, через те, що у своєму житті вона практично не бувала в них. Канаме ж, сильно дивується при видимості новенької, оскільки вона нагадує йому ту саму русалку, яку він бачив у дитинстві. Надалі за сюжетом її плавучий будинок руйнується під час шторму і вона переїжджає жити до Канаме разом із батьком.

## Персонажі
Нінаґава Амуро (яп. 蜷川 あむろ)
Сейю:  — Акі Тайосакі (англ. Aki Toyosaki); 2-й курс
Студента, що перевелася в Умісьо з Окінави — плаває неймовріно швидко, але дуже дивним стилем. Проте, вона відчуває деякі труднощі на офіційних змаганнях, що проводяться в спеціально ліцензованих для цього басейнах, через те, що у своєму житті вона практично не бувала в них. Наївна і добра дівчина. Віддає перевагу плаванню оголеною, чого не соромиться робити в присутності знайомих. Втім, згодом уточнила, що соромиться перед тими, хто їй не подобається. З самого початку історії дуже симпатизує Окіурі Канаме.
Окіура Канаме (яп. 沖浦 要)
Сейю:  — Тошіюкі Тайонаґа (англ. Toshiyuki Toyonaga); 2-й курс
Менеджер команди з плавання — не вміє плавати. У дитинстві з ним трапився трагічний інцидент, коли, за його словами, його під воду потягла русалка, в результаті чого — він ледве не потонув, через що, тепер, він боїться плавати. Однак з появою Нінаґави Амуро, дівчини, з ексцентричною поведінкою, цей страх потроху починає йти. Канаме завжди потрапляє в біду через непередбачувану і, часом, дивну поведінку Амуро. Він відчуває до неї взаємні почуття, які зазвичай заперечує. В кінці історії з'ясовується, що Амуро і є та сама «русалка». Екранізація аніме закінчується їх поцілунком, в той час як в манзі вони одружуються й у пари народжується син.
Оризука Момоко (яп. 織塚 桃子)
Сейю:  — Хітомі Набатаме (англ. Hitomi Nabatame); 3-й курс
Віцекапітан команди з плавання — чудовий плавець вільним стилем. Найраціональніший і серйозний персонаж, вона служить опорою для команди й по суті — є її повноцінним капітаном. Не виносить витівок Ікарії Маси та постійно знущається над ним за це. В кінці сюжету стає шкільною вчителькою.
Ікута Макі (яп. 生田 蒔輝)
Сейю:  — Аї Шимазу (англ. Ai Shimizu); 1-й курс; призвисько — Макіо.
Дуже низького зросту для свого віку, через що її зазвичай приймають за ученицю молодших класів. Всупереч тому, що вона є членом команди з плавання практично з дня її заснування — вона все ще вчиться правильно плавати, беручи уроки у Окіури Канаме.
Ікарія Маса (яп. 碇矢 雅)
Сейю:  — Макото Ясмура (англ. Makoto Yasumura); 3-й курс; призвисько — Ікамаса.
Капітан команди з плавання — непоганий плавець Дельфіном (Батерфляєм). Схиблений на ідеї гоління волосся на своєму і чужому тілі, на носінні відвертих бікіні-плавок, а також на роздяганні. Найдратівливіший персонаж команди, що зводить більшість персонажів з розуму від своїх витівок. Амуро часто плутає його прізвисько і називає Ікасама (з яп. — «шахрайство»). В кінці сюжету він стає власником бару неподалік від свого із батьком магазину.
Шизуока Мірей (яп. 静岡 みれい)
Сейю:  — Юкарі Фукуї (англ. Yukari Fukui); 2-й курс.
Дуже сором'язлива дівчина із забезпеченої сім'ї — член команди з плавання. Внаслідок свого великого розміру грудей дуже популярна у хлопців, але відчуває дискомфорт, коли люди дивляться на неї. При цьому, їй подобатися самій дивитися на представників протилежної статі або на речі, що нагадують про них. У таємниці вона дуже розбещена дівчина і носить розпусну спідню білизну, крім того, в її будинку є колекція японських ляльок Кокесі. Коли Окіура Канаме приходить до неї додому — з'ясовується, що вона, мабуть, успадкувала таку поведінку від своїх батьків, які часто беруть участь в сексуальних рольових іграх. Вона дуже вправний плавець спиною і майже виграла турнір регіону Канто на дистанції 200 метрів. Також, вона відчуває взаємну симпатію з Канаме.
Нанако Мая (яп. 魚々戸 真綾)
Сейю:  — Саюрі Яхаґі (англ. Sayuri Yahagi); 1-й курс.
Знаменитий й талановитий плавець спиною і модель, яка переїжджає в місто Умінеко і вступає до школи Умісьо, щоб зблизитися з Оккіурой Канаме, у якого з дитинства закохана. Вона вважає Нінаґаву Амуро явною суперницею і бореться з нею за увагу Канаме. У неї в роті є маленьке ікло, яке є дуже популярним серед її фанатів. Крім того, вона носить оригінальний купальник, який відрізняється від решти команди. Як і в Ікута Макі — у неї невеликі груди, від чого вона відчуває величезне презирство і заздрість до дівчат з великими грудьми, таким як Нінаґава Амуро і Шизуока Мірей. Володіє самозакоханим і дуже поганим характером, проте, під впливом команди — поступово змінюється.
Кісе Санає (яп. 黄瀬 早苗)
Сейю:  — Рйоко Шінтані (англ. Ryoko Shintani); 3-й курс.
Співзасновник команди з плавання і друг дитинства віцекапітана команди Оризукт Момоко. Зазвичай вона приносить неприємності тим, хто її оточує. Вона також вигадує історії й постійно бреше, щоб подражнити інших, а також привернути до себе увагу.
Ясу Чиґуса (яп. 安 千草, Yasu Chigusa)
Сейю:  — Юка Іґучі (англ. Yuka Iguchi); 1-й курс.
Непримітна дівчина — член команди з плавання. Із чорним волоссям зачіскою каре та загорілою шкірою.
Хімеґава Каорі (яп. 姫川 佳織)
Сейю:  — Аюмі Мурата (англ. Ayumi Murata); 2-й курс
Непримітна дівчина з хорошої сім'ї, вихована в строгості й за традиціями — член команди з плавання. Стає однією з наступних заступників капітана. Вступила в команду помилково, переплутавши його з гуртком стрільби з лука.
Йошизава Ямана (яп. 吉澤 やまな)
Сейю:  — Юкіко Монден (англ. Yukiko Monden); 2-й курс
Дуже активна дівчина-томбой — член команди з плавання. Із довгим зеленим волоссям. У школі одягається в хлоп'ячий одяг, а поза школою — навпаки, жіночий і дуже помітний, в тому числі в косплей.
Оямада Асамі (яп. 小山田 麻美)
Сейю:  — Айяхі Такаґакі (англ. Ayahi Takagaki); 2-й курс
Непримітна дівчина — член команди з плавання. Із чорним волоссям зачіскою каре.
Накамура Кейко (яп. 中村 恵子)
Сейю:  — Мікі Оотані (англ. Miki Ootani); 2-й курс
Непримітна дівчина — член команди з плавання. Дуже любить рамен Завжди ходить разом з Нарой Ясуйо.
Нара Ясуйо (яп. 奈良 保代)
Сейю:  — Кейко Накамура (англ. Keiko Nakamura); 2-й курс; прізвисько — Пойо.
Непримітна дівчина — член команди з плавання. З бронзовим кольором волосся, двома косичками і ротом буквою «Х». Дуже рідко розмовляє.
Наґіра Міку (яп. 凪良 みく)
Сейю:  — Ханамі Хіра (англ. Hanami Hirai); 2-й курс.
Непримітна дівчина — член команди з плавання. Зі світлим волоссям, в окулярах й з роздвоєнним чубчиком. Завжди ходить разом з Ясу Чігусой.
Косиба Акіра (яп. 小柴あきら)
Сейю:  — Сатомі Ханамура (англ. Satomi Hanamura); 1-й курс; прізвисько — Сібако.
Непримітна дівчина — член команди з плавання. Із темним волоссям, та роздвоєнним чубчиком.
Сеіто Такеда (яп. 武田 聖斗)
Сейю:  — Сатомі Короґі (англ. Satomi Kōrogi); 2-й курс.
Головний збоченець — член команди з плавання. Геймер, з головою, що виглядає як м'яч для американського футболу. Йому подобаються дівчата з великими грудьми, з майже всіх дівчат в плавальному клубі він найбільше цікавиться Шизуокой Мірей.
Ісао Цунумі (яп. 堤 勲)
Сейю:  — Джин Сакакібара (англ. Jin Sakakibara); 2-й курс.
Збоченець — член команди з плавання. Високого зросту, має спільні риси з капітаном Маса Ікарія.
Джун Тобе (яп. 戸部 純)
Сейю:  — Син'я Хамадзое (англ. Shinya Hamazoe); 1-й чи 2-й курс.
Збоченець — член команди з плавання. У великих окулярах, користується значним інтелектом.

### Інші персонажі
Нінаґава Масасі (яп. 蜷川マサシ)
Сейю:  — Кейдзі Фуджівара (англ. Keiji Fujiwara)
Батько Нінаґави Амуро. Жив на тому ж острові, що зараз живе Амуро. Відрізняється трохи дивною поведінкою.
Ікарія Таку (яп. 碇矢 拓)
Сейю:  — персонаж Манґи; 2-й курс.
Персонаж присутній тільки в Манзі. Таку Ікарія — молодший брат Маси, він плаває тим же стилем на ту ж дистанцію, що і його брат крім того, він має велику кількість зовнішніх рис з братом. Він вчитися в тієї ж школі, що і Маса й аналогічно йому — займається в єдиній в школі команді з плавання. Він, також, закоханий в віцекапітана команди — Орідзуку Момоко, і вони добре ладнають. До того ж, він постійно змагається з братом за її увагу.
Іорі (яп. 五織)
Сейю: — персонаж Манґи.
Персонаж присутній тільки в Манзі. Він є особистим тренером Нанако Мааї, а також топмоделлю, яка фігурує в щотижневій колонці журналу Swimming Magazine. Насправді він був тренером Мааї тільки для того, щоб якмога більше зблизитися з Оккіурой Канаме — її другом дитинства, тому що він дійсно хотів бути його тренером і навчити його плавати. Крім того, персонаж є гомосексуалом — не цікавиться жінками, про що він прямо заявляє на сторінках твору.
Оно (яп. オノちゃん)
Сейю:  — відсутній.
Маленький тюлень, який отримав своє ім'я на честь острова, де знаходиться місто.

## Медіа

### Аніме
У 2007 році режисером Койчиро Сотоме і сценаристом Маміко Ікеда під керівництвом компанії Artland манґа була адаптована в однойменний аніме-телесеріал по її сюжету, що складається з 13 серій. Прем'єра серіалу відбулася в Японії 3 липня 2007 року на телеканалах Chiba TV, Tokyo MX і багатьох інших телевізійних станціях UHF television stations.

#### Музичний супровід
- Відкриваюча музична композиція — «Dolphin☆Jet»
  - Автор слів та музики — Чийомару Шикура, аранжування — Кодзі Уено, виконавець — Ayane[en]
- Закриваюча музична композиція — «Splash BLUE ~ Taiyō to Remonēdo»
  - Автор слів та музики — Урара Такаї, аранжування — Кодзі Уено, виконавець — Аумі Мурата[en]

#### Епізоди
| # | Назва                                                               | Дата виходу          |
| --- | ------------------------------------------------------------------- | -------------------- |
| 1 | Churaumi! «Churaumi!» (ちゅらうみっ!)                               | 4 липня 2007 року    |
| Знайомство з персонажами та обстановкою. На пляжі міста Умінеко Оризука Момоко і Окіура Канаме відпочивають від тренування, коли до пляжу прибуває плавучий будинок. У цьому плавучому будинку живе Нінаґава Амуро. Вона тримає в руках невелику акулу, після цього, ступає на пляж і пропонує акулу Момоко, проте, та відмовляється, кажучи, що їй не подобається мертва акула. Амуро ж каже, що акула досі жива. Потім, раптово, акула оживає й намагається вкусити Момоко, але в підсумку — зриває з неї верх купальника. Потім Амуро пірнає в океан, де під водою пропливає велику відстань за вкрай малий час, що всіх вражає, в тому числі й віцекапітана Оризуку Момоко, яка бажає розгадати, в чому ж її секрет. |                                                                     |                      |
| 2 | I Might Be… Interested… «Kyōmi… Aru… Kamo…» (興味････ある･･かも･･･) | 11 липня 2007 року   |
| Оризука Момоко запрошує Нінаґаву Амуро приєднатися до команди з плавання, після чого, та починає активно знайомиться з усіма. На наступний день, Амуро і не дуже задоволений всією ситуацією Окіура Канаме йдуть в школу разом, що викликає невдоволення серед решти школи. Тренування проходить не дуже продуктивно. Крім того, зазвичай сором'язлива Шизуока Мірей продовжує говорити Канаме дивні та незвичайні для неї речі. В кінці дня, повертаючись по дорозі додому Амуро і Канаме випадково виявляють нову місцеву знаменитість — тюленя, якого потім назвуть Оно. |                                                                     |                      |
| 3 | I'll Show You! «Miseru!» (魅せる!!!)                                | 18 липня 2007 року   |
| Команда відвідує місцеві змагання з плавання в сусідньому місті, де показує погані результати: всі хлопці фінішують останніми, а дівчата, за винятком Оризуки Момоко, що зайняла 1-е місце, передостанніми. А Нінаґава Амуро — легко обганяє інших плавців власним стилем, але підлягає дискваліфікації, оскільки ніхто їй не пояснив, що за правилами повинно спливти після 15 метрів. Команда з плавання Умісьо, за підсумками змагань, виявляється на останньому місці. Після змагань вся команда приймається відпочивати, і в той час, як Окіура Канаме намагається відпочити граючи у відеоігри — з'являється Амуро і тягне Канаме на пляж. На пляжі вони зустрічаються з Ікарія Масой, який зайнятий тим, що відлякує відпочиваючих в реалістичному костюмі акули. У постскриптумі до цього епізоду Маса плаче перед тренуванням, оскільки його сімейний японський ресторан відчуває серйозні фінансові проблеми через конкуренцію з боку нової закусочної по сусідству. |                                                                     |                      |
| 4 | I'm Going to Show You «Misete Agerunda kara» (見せてあげるんだから) | 25 липня 2007 року   |
| Після невдалого виступу команди місцевих змаганнях віцекапітан Оризука Момоко вирішує, що для успіху — потрібна командна робота, і тому, команда вирушає в тренувальний табір. Як правило, саме навчання починається як ще одна практика з великою кількістю неробства та невеликою кількістю реальної практики. Оризука лютує від неробства команди й починає приводити команду в форму, але все це змінюється, коли капітан Ікарія Маса годує її напівотруйним грибом з гриля. Незабаром, під дією гриба вона починає дивно поводитися і знімати купальник. Капітану наказують зупинити її, але в результаті — він приєднується до неї та теж роздягається. Після практики дівчата, за винятком сором'язливої Шизуоки Мірей, йдуть в баню, де Оризука стверджує, що нічого не пам'ятає, а решта дівчат вирішують приховати від неї те, що сталося. Після того, як дівчата закінчують — повинні йти хлопці, але Шизуока про це не знає і теж йде в баню, через що, вона опиняється у бані одночасно з людьми протилежної статі. Однак, в школі, через шторм, раптово відключається електрика і їй вдається втекти непоміченою. Тим часом, деякі дівчата вирушили до будинку Нінаґави Амуро за їжею і напоями, але через все той же шторм — вони подають в пастку і домашній пліт Амуро відносить у море, а потім, пліт і зовсім виявляється знищений. |                                                                     |                      |
| 5 | Do You Want Mine, Too? «Atashi no mo hoshii» (あたしのもほしい)     | 1 серпня 2007 року   |
| Оскільки домашній пліт Нінаґави Амуро був зруйнований штормом — батьки Окіури Канаме запрошують Амуро і її батька залишитися в їхньому будинку, доки ремонт не буде завершений. Спочатку Канаме був зацікавлений в тому, щоб у нього жила дівчина, але, незабаром, він був розлючений, через нерозуміння Амуро щодо його права на особисте життя, а також, через повну відсутність у неї скромності. На наступний ранок батько Амуро, що шукає будівельні матеріали для будинку, проводжає Канаме та Амуро на ранкову прогулянку до місцевого храму. Батько Амуро, до жаху Канаме, починає збирати предмети для будинку з самого храму. Амуро і Канаме заходять в храм, де в цей момент Сідзуока розглядає скульптури. Але почувши відповідних людей — вона ховається, а в цей момент Амуро їсть храмові підношення. Пізніше Канаме вичитує Амуро за те, що вона така безтурботна. Амуро тікає, і під час погоні за нею Канаме стикається з її батьком, який розповідає, про деякі проблеми в житті Амуро. |                                                                     |                      |
| 6 | No! «Me!» (めっ!)                                                   | 8 серпня 2007 року   |
| Реконструкція будинку Нінаґави Амуро йде гладко. По дорозі в школу Амуро зустрічає дівчину на ім'я Нанако Мая - модель і неймовірно талановито плавця, яка вирішила повернутися в місто Умінеко, де вона жила в дитинстві. Незабаром, їх оточує натовп, з якого виходить Окіура Канаме, який був другом дитинства Маї, хоч вони обидва й мають різні спогади про це дитинство. Мая вступає в команду з плавання Умісьо, і аналогічно Амуро в день її появи — стає неймовірно популярною. Незабаром стає очевидним, що Мая є майстром маніпуляції людьми, а особливо чоловіками, хоча Канаме, ймовірно, має імунітет до її таланту. На тренуванні Мая одурманює інших членів команди чоловічої статі та змушує їх побудувати для себе окрему роздягальню в нутрі власної, проте, все йде не за планом і роздягальня руйнується. |                                                                     |                      |
| 7 | Curse «Noroi» (呪い)                                                | 15 серпня 2007 року  |
| До турніру префектури з плавання залишився всього тиждень. Але під час чергового тренування Нінаґава Амуро втрачає один з подарованих їй бабусею синіх хрестиків. Через що, та починає дивно поводитися. Амуро розповідає про слова бабусі, що вона буде проклята, якщо вони загубляться. Протягом серії вся команда за винятком Кіси Санає та Шизуоки Мірей по всьому місту шукає цю, дуже важливу для Амуро річ, а в підсумку виявляється, що причиною дивної поведінки Амуро був звичайний голод, а ніяке не прокляття. Шизуоки же, під час пошуків заходить в магазин дивних речей, де знаходить річ, яка нагадує їй про чоловічий пеніс. А Кісе намагається влаштувати своє особисте життя. |                                                                     |                      |
| 8 | Take A Good Look «Yo~ku Mitenasai» (よ〜く見てなさい)               | 22 серпня 2007 року  |
| До турніру префектури з плавання залишається один день. Оризука Момоко наказує команді добре відпочити перед таким важливим днем й упродовж дня команда відпочиває. Проте, Ікарія Маса просить всіх хлопців команди прийти сьогодні ввечері в жіночу клубну кімнату (роздягальню). Але при цьому — зустріч не має нічого спільного з плаванням, і замість тренування хлопці виконують давню мрію Маси — пограти в маджонг в жіночій роздягальні. Під час гри хлопці усвідомлюють, що вони ніколи не були в жіночій клубній кімнаті, і, оскільки дівчата не дуже добрі до них — вони вирішують поміряти нові жіночі купальники для завтрашніх змагань. Але все йде не за планом, коли з ранку їх виявляє віцекапітан Оризука, яка забула забрати з клубної кімнати свій купальник. На самих змаганнях команда показує неймовірні результати, в тому числі, вони перемагають своїх давніх ворогів і конкурентів — команду університету Шіномі. |                                                                     |                      |
| 9 | Help Me Forget… «Wasuresasete…» (忘れさせて…)                       | 29 серпня 2007 року  |
| Команда з плавання Умісьо дуже добре проявила себе на турнірі префектури, і за підсумком змагань — сім плавців пройшли відбіркові випробування до турніру регіону Канто. Однак, команда відчуває серйозні бюджетні проблеми, через що віцекапітан Оризука Момоко змушена піти до студентської ради, щоб випросити збільшення бюджету команди на поїздку. Тим часом, повертаючись додому зі школи, Кісе Санає розповідає іншим членам команди історію про те, чому у команди Умісьо немає тренера. У постскриптумі епізоду Ікута Макі пропонує команді створити сторінку команди в Інтернеті, для реклами та залучення додаткових фінансів для команди. |                                                                     |                      |
| 10 | Breast Massage? «Nyū Nyū?» (にゅうにゅう?)                          | 5 вересня 2007 року  |
| Настав літній фестиваль на острові Оно. Нінаґава Амуро та Окіура Канаме проводять час разом, коли раптом, їх зустрічає Нанако Мая, яка наполягає, щоб Канаме провів фестиваль з нею, а не з Амуро. Однак Канаме досі добре пам'ятає, як Мая знущалася з нього в дитинстві, а тому — відмовляється. Мая вважає, що причиною всіх проблем з Канаме — є її розмір грудей. Вона тікає плакати в туалет, шляхом туди зустрічаючи Ікута Макі, яка ділиться з нею аналогічними проблемами. Тим часом, Амуро і Канаме знаходять іншу частину команди, після чого, вони знаходять Ікарія Масу в рибальському кіоску його батька, де вони знову нарікають на відсутність клієнтів і просять їх про допомогу. Маса пропонує членам команди зіграти й спробувати зловити рибу, однак, хоч риба в кіоску і є досить дорогою — її неможливо зловити, через неякісний підсак (предмет для лову риби). Далі Канаме разом з Амуро та її батьком виявляються на конкурсі поїдання кавунів. В результаті якого Канаме перемагає, адже ті, хто програв падають в басейн під сценою, а він не вміє плавати. У постскриптумі серії демонструються спроби чоловічої частини команди з плавання познайомитися з красивими дівчатами. |                                                                     |                      |
| 11 | Could It Be… «Masaka no…» (まさかの････)                            | 12 вересня 2007 року |
| Залишається тиждень до турніру регіону Канто. Нанако Мая подає команді ідею: якщо вони виграють турнір — Окіура Канаме повинен буде зробити все, що вони йому скажуть. Адже на думку абсолютної більшості команди — бути менеджером дуже легко й він повинен «хоча б якось допомогти їм». Спочатку неохоче, але зрештою Канаме погоджується, з умовою, що це допоможе підняти бойовий дух команди. Команда прибуває в готель, недалеко від місця змагань. Вони бачать, що в готелі є купальня надворі, куди спішно й спрямовуються. Однак, на подив для всіх — коли команда збиратися йти з купальні в проході з'являються їх конкуренти з команди університету Шіномі, які також зупинилися в цьому готелі. Між ними починається словесна сварка, яка переростає в «Турнір витривалих», за підсумками якого, програла команда повинна повністю поголитися на очах переможців. На наступний день відбудеться попередня зустріч в рамках турніру регіону Канто, але через перемогу у вчорашньому «турнірі» — члени команди Умісьо виступають досить погано. Найбільше постраждала Мая, яка була сильно пригнічена настільки нищівною поразкою, нехай й в попередньому запливі. |                                                                     |                      |
| 12 | Oma Oma «Oma Oma~» (おまっおま〜♪)                                  | 19 вересня 2007 року |
| Другий день турніру регіону Канто. Після гарного відпочинку команда здобуває кілька перемог на попередніх етапах змагань. Починається естафета, у першому запливі якої — Нанако Мая приходить до фінішу одночасно з дівчиною з команди університету Таматсука. Решта учасників естафети зі сторони Умісьо серйозно програють командам університетів Таматсука та Шіномі, проте, в кінці естафети, зусиллями віцекапітана Оризуки Момоко — їм вдається перемогти. Але через судому, яка протягом усього запливу мучила Оризуку — вона потягнула м'язи ноги, в результаті чого — вона вибуває з участі в турнірі. |                                                                     |                      |
| 13 | Mermaid «Ningyo» (人魚)                                             | 26 вересня 2007 року |
| Фінал турніру регіону Канто і ще одна змішана естафета. Команда Умісьо, через втрату самого сильного плавця всі готується здатися, проте, Окіура Канаме згадує, що за правилами турніру, якщо плавець отримує трамвая — можна зробити три заміни. В результаті чого — Нінаґаву Амуро вибирають для заміни Оризуки Момоко в фіналі. В ході естафети Умісьо йде не дуже впевнено і перебуває на передостанньому місці, але коли черга доходить до Амуро — пливучи фірмовим стилем «русалоньки» вона обганяє всіх і чудом перемагає в естафеті. Завдяки цій перемозі команда з плавання Умісьо потрапляє на міжшкільні змагання. Для Кісе Санає та Оризуки Момоко епізод закінчується тим, що вони розмірковують про три роки проведених в команді Умісьо й про все, що з ними сталося за цей час. Однак для Амуро і Канаме все закінчується інакше. Амуро нагадує Канаме про договір, за яким він повинен зробити все, що вона захоче, адже вона перемогла. Але замість поцілунку, якого очікував Канаме — Амуро просто хоче поплавати разом. Коли Канаме випадково зісковзує в воду, в черговий раз пояснюючи, що він не вміє плавати, з'ясовується, що насправді — Амуро і є та сама русалка, яку він бачив багато років тому на Окінаві. І насправді, це вона врятувала його, коли він зіслизнув зі скелі, на якій стояв, а не потягла його під воду, як він вважав багато років. Розширена сцена кінцевих титрів є серією кадрів, а по суті — сцен з манґи, що показують команду, яка вирушає на Окінаву для участі в міжшкільних змаганнях. Аніме закінчується поцілунком Амуро і Канаме. |                                                                     |                      |

### Манґа
| № | Дата виходу          | ISBN               |
| - | -------------------- | ------------------ |
| 1 | 17 січня 2006 року   | ISBN 4063636186    |
| 2 | 17 квітня 2006 року  | ISBN 4063636623    |
| 3 | 17 серпня 2006 року  | ISBN 4063637107    |
| 4 | 15 грудня 2006 року  | ISBN 4063637646    |
| 5 | 17 квітня 2007 року  | ISBN 9784063638202 |
| 6 | 17 липня 2007 року   | ISBN 9784063638554 |
| 7 | 17 жовтня 2007 року  | ISBN 9784063639025 |
| 8 | 15 березня 2008 року | ISBN 9784063639667 |
| 9 | 17 червня 2008 року  | ISBN 9784063621143 |

### Інтернет-радіо
Інтернет-радіо версія аніме-серіалу «Kenkō Zenrakei Suieibu Umishō: Junbi Undō» вперше транслювалася на японських сайтах Ōnsen і BEWE з 16 травня 2007 року по 27 червня 2007 року. Надалі вийшло продовження під назвою «Kenkō Zenrakei Suieibu Umishō: Natsu!!» яке транслювався з 4 липня 2007 року по 31 жовтня 2007 року.

### Відеогра
22 листопада 2007 видавництвом Kaga Create була опублікована розроблена компанією MAGES. (ран. 5pb inc.) гра «Umisho» в жанрі Візуальна новела, по сюжету однойменного аніме-серіалу та манґи.